# Sloanea megaphylla
Sloanea megaphylla är en tvåhjärtbladig växtart som beskrevs av Henri François Pittier. Sloanea megaphylla ingår i släktet Sloanea och familjen Elaeocarpaceae. Inga underarter finns listade i Catalogue of Life.